# Râul Bohotin
Râul Bohotin este un curs de apă, afluent al râului Prut. 
{Apele de suprafață a comunei Răducăneni aparțin bazinului hidrografic al Prutului și sunt reprezentate prin râul Jijia și râurile Bohotin și Cozia, afluenți de dreapta a acestui mare colector, care drenează împreună cu rețeaua lor permanentă sau temporară teritoriul comunei. 
Răul Prut constituie artera hidrografică majoră din regiune, dar cursul său este în afara teritoriului Răducăneni. Râul Jijia curge la limita nord-estică a teritoriului administrativ al comunei, pe o lungime de 22 de km.
Râul Bohotin străbate comuna de la NV la SE, având o vale consecventă, cu o lungime totală de 22 km, dintre care 12 km în teritoriul studiat.
Primește afluenți pe stânga : pârâul Trestiana și alte pâraie temporare cu pante reduse de scurgere și pe dreapta: pârâul Bazga, pârâul Răducăneni, pârâul Isaiia, care se caracterizează printr-un regim torențial, aspect de ravenă în cursul superior, pante mari de scurgere, izvoare puternice, bazin de recepție redus. 
Bohotinul își are obârșia în afara teritoriului, pe raza comunei Costuleni și debușează în șesul Prut-Jijia în dreptul localității Gura Bohotin. Pe aliniamentul văii au evoluat vetrele așezărilor Răducăneni, Bohotin și Isaiia. În sectorul cuprins între Bazga (Răducăneni) și satul Bohotin, valea râului Bohotin se lărgește mult (500 m), dând un aspect depresionar zonei. 
Râul primește afluentul de la stația de epurare Răducăneni, care modifică parametrii fizico-chimici ai apei. 
[[Sursa:Raul Bohotin] Analiza calității apei a râului Bohotin - Lucrare de licență Adrian Judele UAIC]